# Anna Blyth
Pour les articles homonymes, voir Blyth.
Anna Blyth née le 15 mai 1988 à Leeds, est une coureuse cycliste britannique.

## Palmarès

### Championnats du monde
- 2006
  -  Championne du monde du keirin juniors

- Pruszkow 2009
  - 10e de l'omnium
  - 14e du 500 m

### Coupe du monde
- 2006-2007
  - 2e de la vitesse par équipes à Manchester
  - 3e du 500 mètres à Manchester

- 2008-2009
  - 1re de la vitesse par équipes à Manchester

### Jeux du Commonwealth
- New Delhi 2010
  -  Médaillé de bronze du scratch

### Championnats d'Europe
- 2005
  -  Médaillée de bronze du 500 mètres juniors

- 2006
  -  Médaillée de bronze de la vitesse juniors

- 2007
  -  Championne d'Europe du keirin espoirs

- 2008
  -  Médaillée de bronze du 500 mètres espoirs

- 2009
  -  Championne d'Europe du scratch espoirs

### Championnats de Grande-Bretagne
- Championne de Grande-Bretagne de vitesse individuelle juniors : 2005 et 2006
- Championne de Grande-Bretagne du 500 mètres juniors : 2005 et 2006
- Championne de Grande-Bretagne du scratch juniors : 2006

- Championne de Grande-Bretagne de vitesse par équipes : 2008 (avec Victoria Pendleton)
- Championne de Grande-Bretagne du 500 mètres : 2008
- Championne de Grande-Bretagne du scratch: 2010